# Имидзу
Имидзу (яп. 射水市 Имидзу-си) — город, расположенный в префектуре Тояма, Япония.
Площадь город составляет 109,18 км², население — 92 077 человек (1 июля 2014), плотность населения — 843,35 чел./км².
Город был основан 1 ноября 2005 в результате слияния посёлков и сельских общин уезда Имидзу с городом Симминато.

## Образование
В Имидзу находится университет префектуры Тояма (яп. 富山県立大学 Тояма-кэн-рицу дайгаку).